# Will Ainsworth
Will Ainsworth (Birmingham, 22 marzo 1981) è un politico statunitense, vicegovernatore dell'Alabama dal 2019.